# Oclusiva uvular sorda
L'oclusiva uvular sorda és un fonema que es representa com a [q] a l'AFI i està present en diverses llengües, com l'àrab o el quítxua.

## Característiques
- És un so uvular perquè la llengua tira cap enrere en lloc de tocar amb el paladar
- És una consonant sorda perquè no hi ha vibració de les cordes vocals
- S'articula de manera oclusiva central, ja que hi ha un tancament total del pas de l'aire quan passa pel centre de la boca

## En català
El català no té aquest fonema però el so pot aparèixer esporàdicament com una variant personal de [k].